# Extraction électromembranaire

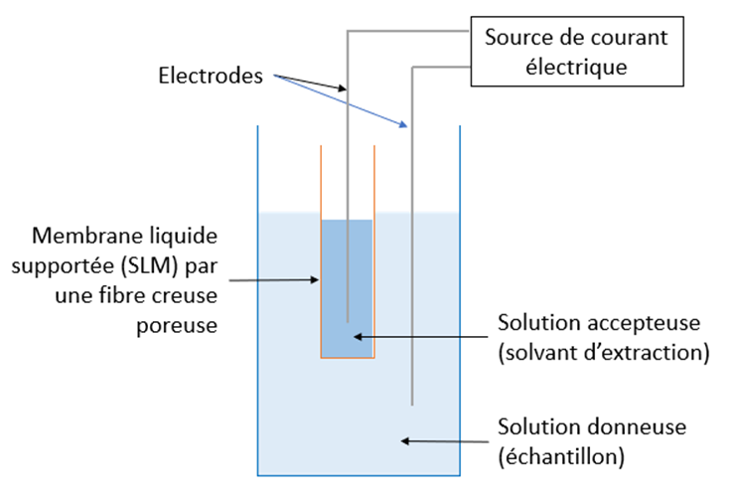
Extraction électromembranaire

L'extraction électromembranaire (electromembrane extraction en anglais, EME) est une technique d'extraction liquide-liquide miniaturisée durant laquelle le transfert d’analytes dans le solvant d’extraction est réalisé par diffusion et électro-migration.

## Montage
Dans la solution donneuse (l’échantillon) sont introduits :
- une électrode ;
- une petite membrane liquide supportée (supported liquid membrane en anglais, SLM) soutenue dans la paroi d'une fibre creuse poreuse contenant une électrode et la solution accepteuse (solvant d’extraction). Le volume de cette solution est typiquement de 5-25 μL.

## Principe
L’extraction est forcée par une différence de potentiel appliquée entre l'électrode plongée dans la SLM et l'autre électrode. Les analytes chargés de la solution donneuse migrent à travers la SLM vers la solution accepteuse.

## Avantages
L'extraction électromembranaire fournit une concentration élevée et un nettoyage efficace des échantillons. De plus, comme l'extraction est réalisée sous l'influence d'un champ électrique, la sélectivité d'extraction peut être contrôlée en jouant sur la tension et l'intensité du champ électrique.

## Utilisations
L'extraction électromembranaire permet la préparation d'échantillons avant leur analyse par chromatographie, électrophorèse, spectrométrie de masse et autres techniques apparentées en chimie analytique.